# اس‌سی‌اس
اس‌سی‌اس (انگلیسی: SCS) شرکت سازنده بازی ویدئویی در جمهوری چک است، که در سال ۱۹۹۷ تأسیس شد.

## بازی‌ها
- ۱۸ چرخ از جنس فولاد

سری بازی ۱۸ چرخ‌ از جنس فولاد عمدتاً بر آمریکا شمالی تمرکز دارد. این مجموعه توسط ValuSoft از سال ۲۰۰۲ تحت عنوان ۱۸ چرخ جنس فولاد: کامیون سخت و تا سال ۲۰۱۱ با نامِ ۱۸ چرخ از جنس فولاد: کامیون‌های سرسخت منتشر شد.
- سری بازی شبیه‌ساز کامیون[۳]

مجموعه شبیه‌ساز کامیون شامل شبیه‌ساز کامیون اروپا که در سال ۲۰۰۸ منتشر شد، بازی دنباله آن شبیه‌ساز کامیون اروپا ۲ که در سال ۲۰۱۲ منتشر شد. هر دو بازی بر رانندگی در کشورهای اروپایی، مانند بریتانیا، آلمان، جمهوری چک، لوکزامبورگ، ایتالیا، فرانسه، بلژیک، هلند، اتریش و سوئیس تمرکز دارند.
پس از موفقیت مجموعه شبیه‌ساز کامیون اروپا که بازی بعدی این شرکت با نام شبیه‌ساز کامیون آمریکایی که در تاریخ ۲ فوریه ۲۰۱۶ منتشر شد. این بازی در حال حاضر کل ایالت های غربی ایالات متحده و جنوبی را پوشش می دهد، از جمله بخشی از مناطق مرکزی جنوب کالیفرنیا، نوادا، آریزونا، نیومکزیکو، اورگان، واشنگتن، یوتا، آیداهو، کلرادو، وایومینگ، مونتانا، تگزاس و اکلاهما را شامل ‌می‌شود.